# Angestellter

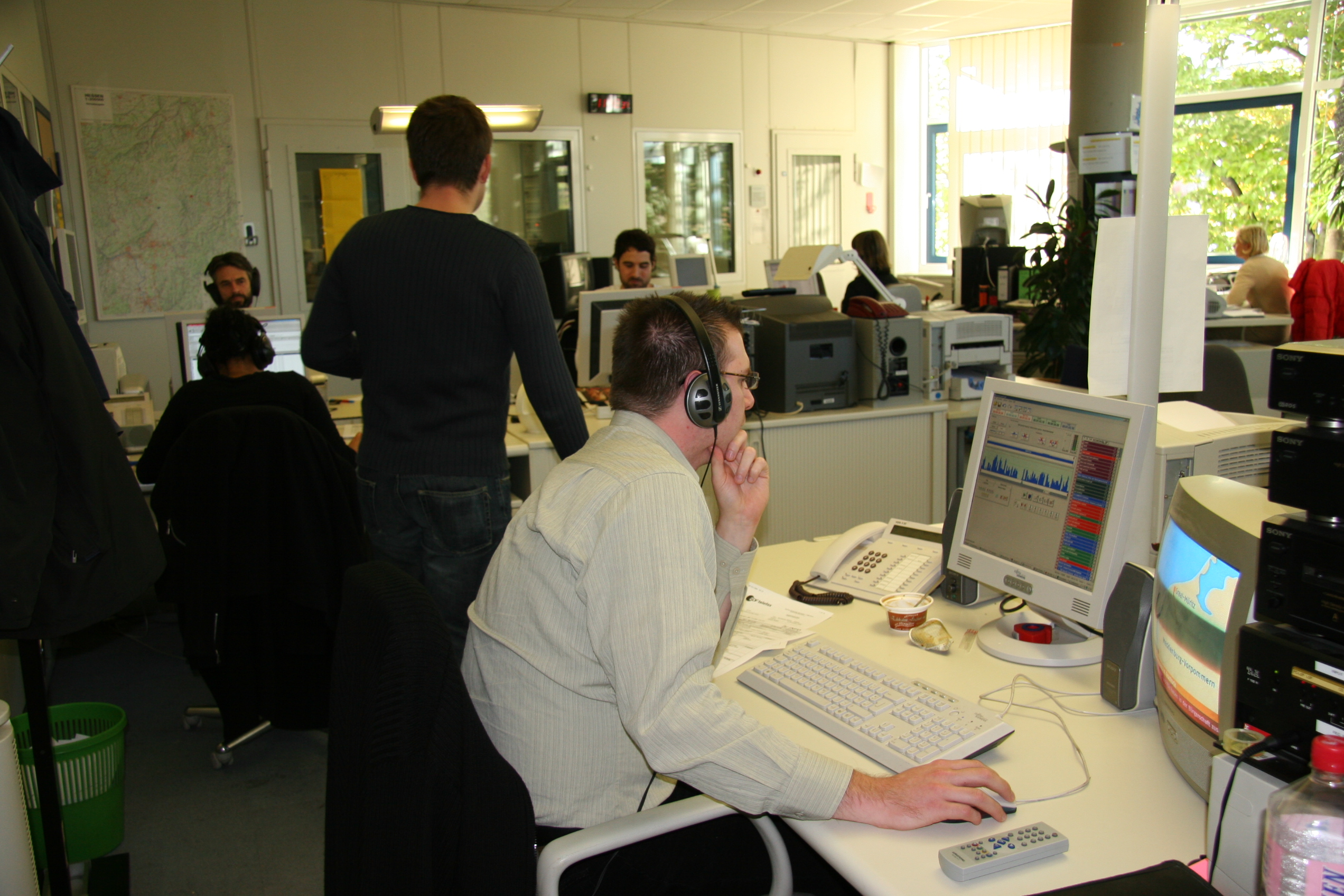
Angestellte im Großraumbüro bei hr-info (Dezember 2006)

Angestellter (abgekürzt Angest.) ist ein unselbständig beschäftigter Arbeitnehmer, dessen Tätigkeit ganz oder überwiegend aus geistiger Arbeit besteht, gegebenenfalls mit geringer Arbeitsschwere durch überwiegend einfache Handarbeit oder geringe Muskelarbeit. Als Gegenleistung zahlt der Arbeitgeber ein Gehalt. Pendant ist ein Arbeiter.

## Allgemeines
Während in einzelnen Wissenschaften weiterhin zwischen Angestellten und Arbeitern differenziert wird, verschwimmen die Konturen dieser Begriffe in der Umgangssprache. Eine der Ursachen für das Fehlen eines hinlänglich präzisen Begriffes liegt darin, dass eine funktionale Unterscheidung der Tätigkeiten von Angestellten und Arbeitern oft nicht möglich ist, insbesondere wenn es sich um gemischte Tätigkeiten handelt. Arbeiter verrichten physiologisch gesehen jedenfalls überwiegend mittlere bis schwere körperliche Tätigkeit; sie erhalten einen Arbeitslohn, dessen Lohnniveau meist unterhalb des Einkommensniveaus eines Angestellten liegt. Die Einkünfte des Angestellten heißen Gehalt. Im Einkommensteuerrecht werden Lohn und Gehalt als Einkünfte aus nichtselbständiger Arbeit zusammengefasst.
Die Stellung im Beruf bleibt ein spürbares Diskriminierungsmerkmal. So leben im Industrieunternehmen Produktionsarbeiter und Mitarbeiter der Verwaltung oft in getrennten Welten: unterschiedliche Arbeitszeiten, getrennte Arbeitsstätten und Kantinen, andere Arbeitskleidung und eine andere Arbeitssicherheit bei Angestellten und Arbeitern.
Mit dem Angestellten ist nach wie vor insbesondere ein sozialer Status verbunden, der ihn vom Arbeiter und vom Beamten unterscheidet (soziale Schicht). Diese soziale Differenzierung zwischen Angestellten oder Arbeitern besteht auch in anderen Kulturkreisen (englisch clerk, white collar worker für Angestellte, englisch worker, Blue collar worker für Arbeiter). Die Unterscheidung von Angestellten und Arbeitern beruhte bis Anfang der 2000er Jahre auf arbeits-, sozial- und tarifrechtlichen sowie funktionalen und soziokulturellen Merkmalen. Eines der zentralen Themen der Debatte ist die Konvergenz u. a. durch entsprechende Änderungen von Gesetzen und gemeinsamen Entgelt-Rahmenabkommens bzw. Entgelt-Rahmentarifverträgen. Bis in die 2000er Jahre wurden in Deutschland die Unterschiede zwischen Angestellten und Arbeitern auch in Tarifverträgen abgebildet. Unterschiedliche Systeme für die Eingruppierung und Entgeltdifferenzierung waren üblich. Arbeiter besaßen eine Kündigungsfrist von vier Wochen zum Monatsende, Angestellte galten mit sechs Wochen zum Quartalsende als besser geschützt. Funktional übernehmen Angestellte überwiegend Tätigkeiten in der Administration, der Konstruktion usw., während Arbeiter in der Produktion oder der Logistik beschäftigt sind. Typische Berufe von Angestellten sind z. B.: Kaufmann/-frau für Büromanagement, Bankkaufmann/-frau, Industriekaufmann/-frau, Kaufmann/-frau im Einzelhandel, Fachinformatiker/-in, u. a. Bis zum Jahr 2004 waren für Arbeiter bzw. Arbeiterinnen die Landesversicherungsanstalten, für Angestellte die Bundesversicherungsanstalt für Angestellte zuständig. Letztere Differenzierung wurde im Januar 2005 im Rahmen der Organisationsreform in der Rentenversicherung abgeschafft.

## Geschichte

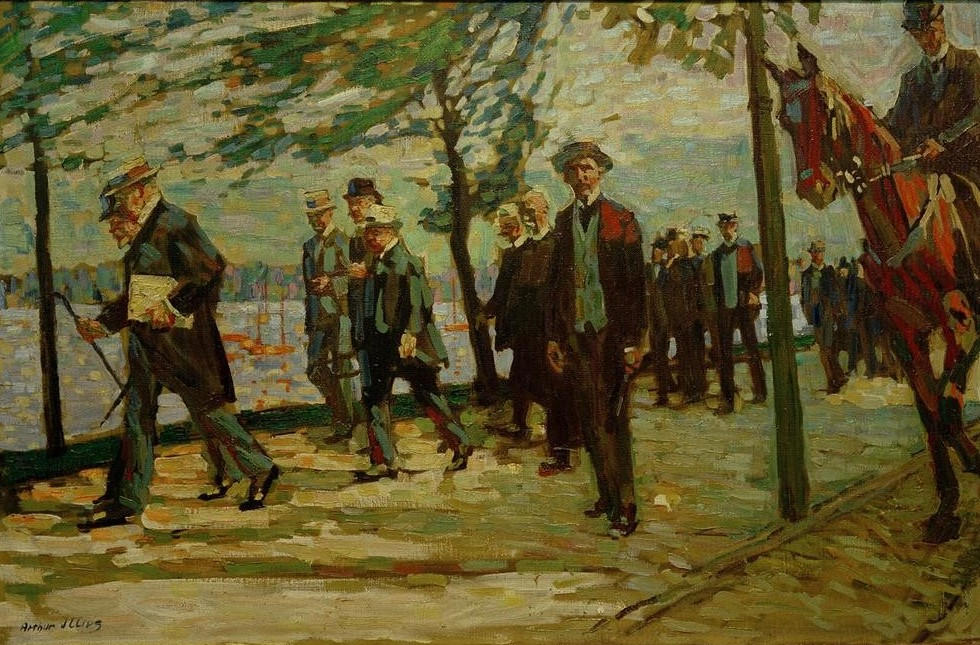
Arthur Illies: Gang in die Kontore (1908)

Noch bis zum Ende des 19. Jahrhunderts war im Arbeits- und Sozialrecht die Einteilung der Arbeitnehmer in Angestellte und Arbeiter unbekannt. Wer überwiegend geistige oder verwaltende Tätigkeiten ausführte, hieß „Fabrikbeamter“, „Betriebsbeamter“ oder „Handlungsgehilfe“. Ein Gehalt erhielt jemand als Angestellter, der Arbeiter bezog Lohn. Im 1820 erschienenen ersten Band dieses Lexikons gab es jedoch keinen Eintrag für den Begriff Angestellter. Der im Jahre 1890 in Bochum gegründete „Deutsche Gruben- und Fabrikbeamten-Verband e. V.“ vertrat „Fabrikbeamte“. Erst eine Änderung der Gewerbeordnung (GewO) vom 1. Juni 1891 bezeichnete Gesellen, Gehilfen, Lehrlinge, Fabrikbeamte, Werkmeister, Techniker und Fabrikarbeiter einheitlich als „gewerbliche Arbeiter“ und sprach in § 133a GewO a. F. von „ähnlichen Angestellten“. Sie privilegierte die Angestellten mit einer längeren gesetzlichen Kündigungsfrist als die „gewerblichen Arbeiter“ (§ 122 GewO a. F.). Im Jahre 1894 kam es zur Gründung des „Verbandes der Bureauangestellten Deutschlands“, 1897 entstand der „Zentralverband der Handlungsgehilfen“. Ein Invalidenversicherungsgesetz vom Juli 1899 benutzte bereits den Sammelbegriff „und sonstige Angestellte“.
Das BGB vom Januar 1900 bezeichnete die Gruppe der Angestellten in seiner Ursprungsfassung des § 622 BGB a. F. als „mit festen Bezügen zur Leistung von Diensten höherer Art angestellte Personen“. Erst das „Versicherungsgesetz für Angestellte“ vom Dezember 1911 erkannte den allgemeinen Begriff des Angestellten gesetzlich an. Die Aufzählung der Berufsgruppen im Angestelltenversicherungsgesetz vom März 1924 ließ erkennen, dass der Gesetzgeber damals lediglich Arbeitnehmer mit „gehobenen“ oder „höheren“ Berufen und Tätigkeiten die Angestellteneigenschaft zuerkennen wollte. Während Gesetze es bei der Aufzählung beließen, stellte im April 1936 das Reichsarbeitsgericht (RAG) fest: „Der Begriff des Angestellten hat nach Sprachgebrauch und Rechtsprechung einen bestimmten Inhalt bekommen und bezeichnet den Arbeitnehmer, bei dessen Beschäftigung die gedankliche Arbeit die mechanische, mit der Hand geleistete, überwiegt“. Auch das Bundesarbeitsgericht (BAG) übernahm im September 1954 diese Formulierung. Im Juli 1957 stellte das BAG klar: „Die Zuordnung eines Arbeitnehmers zu der Gruppe der Angestellten oder der Arbeiter bestimmt sich in erster Linie danach, wie seine Tätigkeit von der Auffassung der im konkreten Salle beteiligten Berufskreise bewertet wird“.
Im Mai 1990 entschied das Bundesverfassungsgericht (BVerfG), dass die unterschiedlichen Kündigungsfristen für Arbeiter und Angestellte mit dem allgemeinen Gleichheitssatz nach Art. 3 Abs. 1 GG unvereinbar sind. Diesem Urteil kam der Gesetzgeber durch eine Neufassung des § 622 BGB im Oktober 1993 nach. Dem folgten in den 2000er Jahren zahlreiche Angleichungsschritte zwischen Angestellten und Arbeitern.

## Arten
Angestellter war nach der maßgeblichen Verkehrsauffassung, wer kaufmännische, büromäßige oder sonst vorwiegend geistige Arbeit leistete. Es gab entweder kaufmännische oder technische Angestellte. Kaufmännische Arbeit ist beispielsweise Büroarbeit oder sonstige Verwaltungstätigkeit; wer in einem Handelsgewerbe zur Leistung kaufmännischer Dienste angestellt ist, war kaufmännischer Angestellter. Hierunter fallen vor allem Verkäufer, Einkäufer oder Buchhalter. Technische Angestellte führten überwiegend durch die Technik beeinflusste Aufgaben aus wie Ingenieur, Bautechniker, Chemiker, EDV-Techniker, Maschinenbautechniker, Physiker oder Zeichner.
Zudem unterscheidet man nach der Stellung:
- Außertarifliche Angestellte (AT):  Angestellte, die in einem Betrieb beschäftigt ist, in welchem ein Tarifvertrag gilt und der entweder eine Stelle bekleidet, deren Stellenbeschreibung keine Entsprechung im Tarifvertrag hat (z. B. Spezialisten) oder dessen Entgelt über dem maximalen Tarifentgelt liegt.  AT-Angestellte schließen einen individuellen Arbeitsvertrag mit dem Arbeitgeber. Heute wird überwiegend von AT-Beschäftigten (außertarifliche Beschäftigte) gesprochen.
- Leitende Angestellte sind Angestellte, denen wesentliche Arbeitgeberbefugnisse übertragen wurden. Dazu gehören zum Beispiel Einstellungs- und Entlassungsbefugnis, Disziplinarrecht oder eine umfassende Prokura oder Generalvollmacht. Leitende Angestellte unterliegen nicht dem Betriebsverfassungsgesetz (§ 5 Abs. 3 BetrVG). Leitender Angestellter kann auch sein, wer keine der vorgenannten Befugnisse hat, aber aufgrund der Betriebsstruktur oder des Gehaltes eine vergleichbare Stellung einnimmt.

Angestellte gab es in der Privatwirtschaft und im öffentlichen Dienst. Der öffentliche Dienst fasst die Angestellten und Arbeiter als Arbeitnehmer zusammen, für Angestellte galt seit April 1961 der Bundes-Angestelltentarifvertrag (BAT), den der Tarifvertrag für den öffentlichen Dienst (TVöD) im Oktober 2005 ablöste. Beide Gruppen werden jetzt einheitlich als Beschäftigte oder Tarifbeschäftigte bezeichnet. Richter, Beamte und Soldaten gelten dagegen weder als Arbeitnehmer noch als Beschäftigte.

## Rechtsfragen
Angestellter ist ein in vielen Gesetzen benutzter Rechtsbegriff (etwa der Justizangestellte in § 12c GBO). Das Arbeitsverhältnis beginnt für Arbeiter oder Angestellte mit einem Arbeitsvertrag (§ 611 Abs. 1 BGB), das Arbeitsentgelt ist einheitlich nach der erbrachten Arbeitsleistung fällig (§ 614 BGB). In § 622 Abs. 1 BGB sind die Kündigungsfristen bei Arbeitsverhältnissen für beide Gruppen einheitlich mit vier Wochen zum Fünfzehnten oder zum Ende eines Kalendermonats festgelegt. Wer in einem Handelsgewerbe zur Leistung kaufmännischer Dienste beschäftigt ist, wird als Handlungsgehilfe oder Angestellter bezeichnet (§ 59 HGB). Dessen Arbeitgeber muss Kaufmann gemäß § 1 HGB sein. Arbeitnehmer im Sinne des Arbeitsgerichtsgesetzes (ArbGG) sind Arbeiter und Angestellte sowie die zu ihrer Berufsausbildung Beschäftigten (§ 5 Abs. 1 ArbGG). Die Deutsche Bundesbank beschäftigt Beamte, Angestellte und Arbeiter (§ 31 Abs. 1 BBankG).

## Unterschiede zwischen Arbeitern und Angestellten
In der Arbeitswissenschaft und im Arbeitsrecht werden Arbeiter und Angestellte unterschieden nach der körperlichen Arbeitsschwere. Auch die Bezeichnung des Arbeitsentgelts ist unterschiedlich.
| Arbeitnehmer | Merkmale                                                                    | Entgelt     | Berufe                                                                |
| ------------ | --------------------------------------------------------------------------- | ----------- | --------------------------------------------------------------------- |
| Angestellter | überwiegend geistige Arbeit leichte Handarbeit oder leichte Muskelarbeit    | Gehalt      | Ärzte, Beamte (wirtschaftlich), Bürokräfte, Feinmechaniker, Schneider |
| Arbeiter     | überwiegend körperliche Arbeit schwere Handarbeit oder schwere Muskelarbeit | Arbeitslohn | Erdarbeiter, Landarbeiter (Ernte), Maurer, Schmiede, Steinhauer       |

Während Arbeiter meist mittlere bis schwere Muskelarbeit (Schwerarbeit, Schwerstarbeit) verrichten, ist die Tätigkeit der Angestellten auf Handarbeit (etwa Schreiben oder Betätigen der Computermaus) und leichte Muskelarbeit beschränkt. Im Arbeitsrecht ist der Arbeiter ein Arbeitnehmer, der weder Angestellter noch Auszubildender ist. Nicht zu den Arbeitern gehören Heimarbeiter und Hausgewerbetreibende. Nur für Arbeiter war früher die Schichtarbeit – insbesondere der Nachtdienst – vorgesehen, doch heute hat sich die Schichtarbeit in weiten Bereichen des Dienstleistungssektors auch auf Angestellte ausgedehnt (24/7).
Das Arbeitsentgelt heißt bei Arbeitern Arbeitslohn, bei Angestellten Gehalt. Während das Gehalt überwiegend als Zeitentlohnung an der Arbeitszeit orientiert ist, wird der Lohn als Leistungsentgelt stets von der erbrachten Arbeitsleistung abhängig gemacht (etwa beim Akkordlohn). „Der Zeitlohn ist ein Entlohnungsgrundsatz mit einer festen Vergütung für eine bestimmte Zeiteinheit. Ist diese Zeiteinheit eine Stunde, so wird von Stundenlohn und entsprechend von Zeitlohn oder Gehalt gesprochen“.

## Statistik
Aufgrund der Angleichung von Angestellten und Arbeitern ist es lediglich bis ca. 2005 möglich, statistisch exakt zwischen „Angestellten“ und „Arbeitern“ zu unterscheiden. Es ist belegt, dass die Anzahl der Arbeiter von 1962 bis 2003 kontinuierlich zurückgegangen ist und die Anzahl der Angestellten zugenommen hat. Diese Auswertung basiert auf den Versichertenzahlen der Landesversicherungsanstalten und der BfA (ohne Berücksichtigung der Anzahl der Beamten). Die Statistik der Erwerbstätigen „nach Stellung im Beruf“ wies im Jahre 1991 noch einen Anteil der Arbeiter von 38,9 % aus (Angestellte 44,9 %), seitdem sank dieser Anteil tendenziell auf 36,1 % (1995), 34,2 % (2000), 34,8 % (2003). Im gleichen Maße erhöhte sich der Anteil der Angestellten. (58,2 %) Dieser Umbruch ist überwiegend das Ergebnis des Rückgangs von Arbeitsplätzen im produzierenden Gewerbe und der Ausweitung des Dienstleistungssektors.

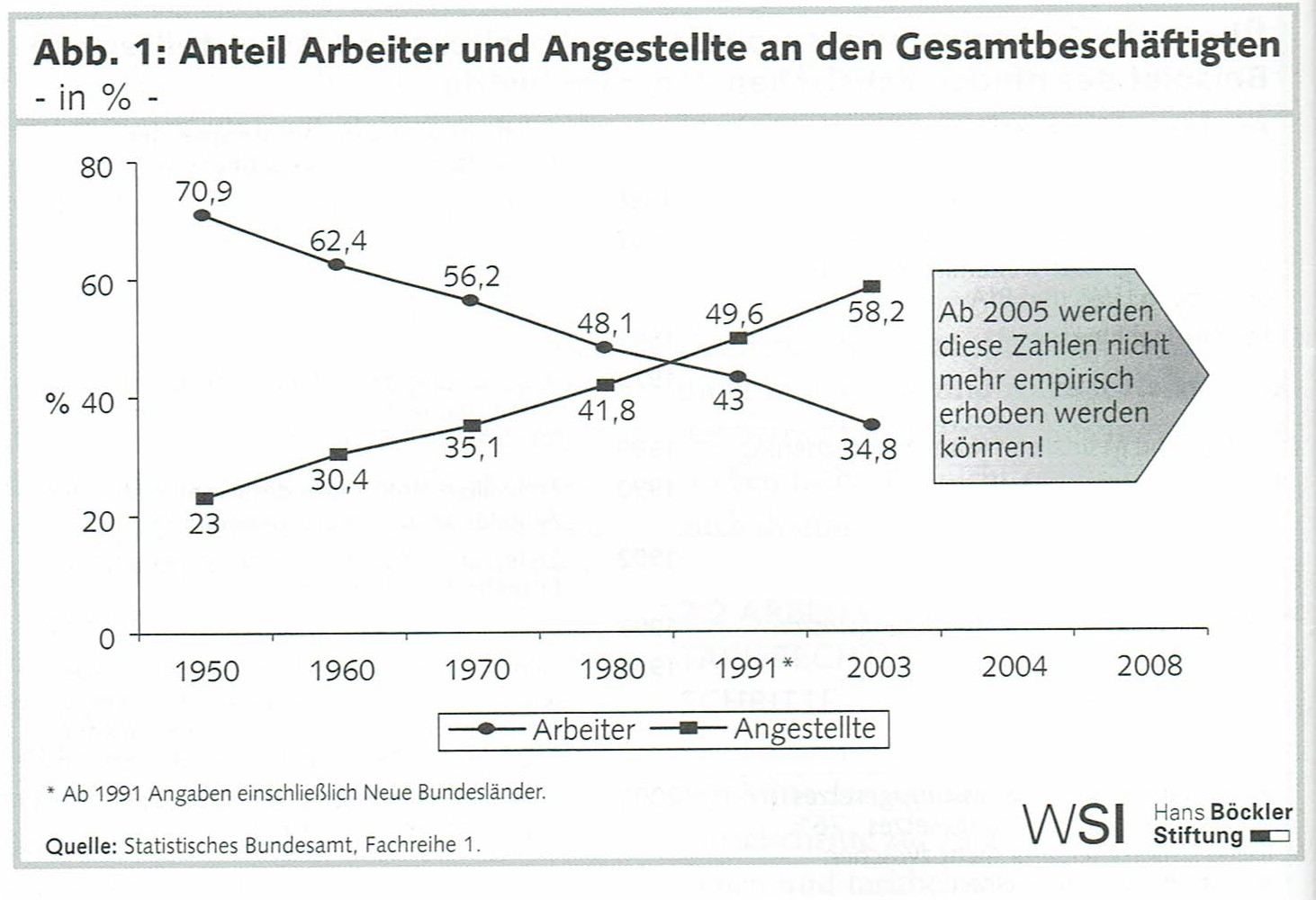
Prozentualer Anteil von Arbeitern und Angestellten

Aus den unten genannten Gründen sind alle statistischen Angaben zum Beschäftigtenanteil von „Arbeitern“ und „Angestellten“, die sich auf die Zeit nach 2005 beziehen, mit großer Vorsicht zu genießen. Letztlich ist keine objektive statistische Unterscheidung von „Arbeitern“ und „Angestellten“ überhaupt noch möglich, da die arbeits-, sozial- und tarifrechtlichen Unterschiede seit 2005 nicht mehr bestehen. In Betrieben, die Entgelt-Rahmentarifverträge anwenden, ist eine statistische Erhebung der Unterschiede von „Arbeitern“ und „Angestellten“ gänzlich unmöglich. Dennoch unterscheidet das statistische Bundesamt im Mikrozensus bis heute zwischen „Arbeitern“ und „Angestellten“. Dabei werden folgende Definitionen verwendet:
- Angestellte: Alle nicht beamteten Gehaltsempfänger/-innen, einschließlich sonstige/-r Beschäftigte/-r mit kleinem Job neben Schule, Studium oder Ruhestand. Für die Zuordnung ist grundsätzlich die Stellung im Betrieb bzw. die Vereinbarung im Arbeitsvertrag entscheidend. Leitende Angestellte gelten ebenfalls als Angestellte, sofern sie nicht Gesellschafter sind. Den Angestellten werden – sofern kein getrennter Ausweis erfolgt – auch die Personen in Freiwilligendiensten zugeordnet.
- Arbeiter/-innen: Alle Lohnempfänger/-innen, unabhängig von der Lohnzahlungs- und Lohnabrechnungsperiode und der Qualifikation, ferner Heimarbeiter/-innen sowie Hausgehilfe/-innen."[17]

Diese Definitionen sind sehr problematisch. Durch die Unterscheidung in Lohnempfänger/-innen und Gehaltsempfänger/innen kann in den Branchen, in denen Entgeltrahmenabkommen bzw. Entgelt-Rahmentarifverträge gelten, empirisch überhaupt keine Differenzierung erhoben werden. Da dies große und relevante Branchen wie die Metall- und Elektroindustrie und die chemische Industrie sind, müssen die vom statistischen Bundesamt ab 2005 veröffentlichten Zahlen bezweifelt werden. Die Zahlen des Mikrozensus beruhen auf einer Selbsteinschätzung der befragten Beschäftigten, bei der die tradierten Begriffe subjektiv fortgeführt werden, obwohl sie einer objektiven und exakten Definition nicht mehr standhalten.

## Angleichung von Arbeitern und Angestellten
Schon in den Gesetzen und ersten Tarifverträgen in der Weimarer Republik gab es erhebliche Unterschiede zwischen der Regelungen für Arbeiter bzw. Arbeiterinnen und Angestellte, wobei die Regelungen für Angestellte überwiegend günstiger waren. Auch nach 1945 wurde diese Unterscheidung beibehalten. Es gab unterschiedliche Regelungen für die Lohn- und Gehaltsgestaltung, die Entgeltfortzahlung im Krankheitsfall oder die Kündigungsfristen. Es gab unterschiedliche Träger für die Renten- und Krankenversicherung. Im Betriebsverfassungsgesetz und im Mitbestimmungsgesetz von 1976 waren getrennte Wahlvorgänge für „Arbeiter“ und „Angestellte“ vorgesehen. In allen Branchen gab es unterschiedliche Tarifverträge: Lohntarifverträge und Lohn-Rahmentarifverträge für Arbeiter und Gehaltstarifverträge und Gehalts-Rahmentarifverträge für Angestellte. Im Zuge der technisch-organisatorischen Entwicklung in den Betrieben glichen sich die Arbeitsbedingungen von Arbeitern und Angestellten tendenziell an. In immer mehr Bereichen konnte im Grunde nicht mehr zwischen Arbeitern und Angestellten unterschieden werden.
Die Unterschiede zwischen Arbeitern und Angestellten wurden schrittweise bis zum Jahr 2005 abgeschafft und die Bedingungen angeglichen. Die wichtigsten Stationen sind:
- 1956/1957: Tarifliche Lohnfortzahlung in der Metallindustrie auch für Arbeiter bzw. Arbeiterinnen in der Metallindustrie (nach einem Streik in Schleswig-Holstein);
- 1957: Angleichung der Leistungen der Rentenversicherung, aber weiterhin getrennte Systeme der Landesversicherungsanstalten für „Arbeiter“ (LVAs) und der Bundesversicherungsanstalt für Angestellte (BfA);
- 1989: Einheitliche gesetzliche Krankenkassen;
- 1993: Einheitliche gesetzliche Kündigungsfristen;
- Ab ca. 1990 bis Mitte der 1990er Jahre: Umstellung des Stundenlohns auf Monatslohn für „Arbeiter“;
- Mitte der 1990er Jahre: Gemeinsame Manteltarifverträge für „Arbeiter“, „Angestellte“ und Auszubildende (z. B. in der niedersächsischen Metallindustrie im Jahr 1994);
- 2001: Reform des Betriebsverfassungsgesetzes und des Mitbestimmungsgesetzes: Keine getrennte Wahl mehr von Vertretern der „Arbeiter“ und „Angestellten“;
- 2003: Erster Abschluss eines Entgelt-Rahmentarifvertrages in der Metallindustrie von Baden-Württemberg; danach bis 2005 Abschluss von Entgelt-Rahmentarifverträgen in allen tarifgebieten der Metall- und Elektroindustrie sowie in anderen Branchen;
- 2005: Gesetz über die Organisationsreform der Deutschen Rentenversicherung: Einheitliche Versicherungsträger für ehemalige Arbeiter und Angestellte.

Mit diesen Reformschritten wurde die Unterscheidung von „Arbeitern“ und „Angestellten“ überwunden und ein einheitlicher Arbeitnehmerstatus verwirklicht. Aufgrund dieser Angleichungsschritte ist es heute nicht mehr möglich, statistisch zwischen „Arbeitern“ und „Angestellten“ zu unterscheiden. Sämtliche Statistiken zu dieser Unterscheidung nach dem Jahr 2005 sind mit großer Vorsicht zu genießen, wenn nicht gar falsch. Problematisch ist die Tatsache, dass keine prägnanten Begriffe gefunden wurden, um die Beschäftigten im Produktionsbereich und im administrativen u. a. Bereichen zu unterscheiden.
Bis zum Jahr 2001 existierte die Deutsche Angestelltengewerkschaft (DAG), die nicht Mitglied im Deutschen Gewerkschaftsbund (DGB) war. Gewerkschaftlich organisierte Angestellte in den einzelnen Branchen waren entweder in den zuständigen Gewerkschaften des DGB oder in der DAG Mitglied. Dies führte zu Spannungen und Reibungen. Im Jahr 2001 wurde die DAG in die neu gegründete Vereinte Dienstleistungsgewerkschaft Ver.di integriert. In den Branchen, für die Ver.di nicht zuständig ist, wurde den DAG-Mitgliedern empfohlen, in die jeweils zuständige DGB-Gewerkschaft zu wechseln.

## International

### Österreich
Österreich entwickelte eine Reihe arbeits- und sozialrechtlicher Privilegierungen früher als in Deutschland, denn unter anderem verlieh im Jahre 1906 eine Sonderversicherung für Privatbeamte der deutschen Angestelltenbewegung Impulse.
Es gilt die Definition, dass Privatangestellte Arbeitnehmer sind, die „kaufmännische Dienste (Handlungsgehilfen), sonstige höhere nicht kaufmännische Dienste (?) (mit entsprechenden Vorkenntnissen) oder Kanzleiarbeiten (alle Bürotätigkeiten) leisten.“ (laut § 1 Abs. 1 Angestelltengesetz).
Damit ist der Angestellte eine der grundlegenden Gruppen der Beschäftigungsformen. Volkswirtschaftlich werden sie einschließlich der Freien Dienstnehmer erfasst, eine 1998 neu geschaffene Gruppe, die ebenfalls über Dienstvertrag beschäftigt ist. Dazu kommen die Vertragsbediensteten („Angestellte“ der staatlichen Institutionen als privatwirtschaftliche Arbeitgeber), und bilden dann zusammen mit den Beamten die Gruppe Angestellte und öffentlich Bedienstete. Alle anderen Arbeitnehmer sind Arbeiter (es existiert keine spezielle gesetzliche Regelung, die festlegt, wer Arbeiter ist; deren Definition ist also exklusiv). Die Definition entspricht sehr dem internationalen Blue/White Collar-Konzept.
Beschäftigte mit einer dieser Definition entsprechenden Tätigkeit sind zwingend Angestellte, für das Angestelltenrecht gilt, und erhalten einen Dienstvertrag. Angestellte erhalten ein monatliches Gehalt, das nach Ortsüblichkeit (§ 6 Abs. 1 Angestelltengesetz) und je nach Branche festgelegt wird (Gehaltstabellen der Kollektivverträge). Grundlegende rechtliche Unterschiede zwischen Arbeitern und Angestellten betreffen Kündigungsfristen und -termine (§§ 19–21) und Gründe für eine vorzeitige Auflösung (§§ 25–32), die Dauer der Entgeltfortzahlung im Krankenstand sowie Dienstverhinderungsgründe (§ 8). Außerdem gibt es Regelungen zum Konkurrenzverbot (§ 8, 36).
Siehe auch: Arbeitsrecht: Unterschied zwischen Angestellten und Arbeitern
Angestellte sind verpflichtend Mitglieder der Kammer für Arbeiter und Angestellte (AK), die seit 1921 für alle Arbeitnehmer zuständig ist. Sie sind nach dem Allgemeinen Sozialversicherungsgesetz (ASVG) versichert.
In Österreich gibt es gut 1,9 Millionen Angestellte (2013: 1.946.500), das sind knapp ein Viertel der Bevölkerung (2013: 23,3 %; Bemessung präzise: Wohnbevölkerung in Privathaushalten), etwas weniger als die Hälfte der Erwerbstätigen (2013: 44,3 % von 4,4 Mio.) und gut die Hälfte der unselbständig Erwerbstätigen (Arbeitnehmern; 2013: 53,7 % von 3,6 Mio.), deren zahlenmäßig größte Gruppe.
Finanziell gehören die Angestellten zu den besseren Mittelverdienern, das Bruttojahreseinkommen beträgt 28.696 € (Median, 2012; Arbeitnehmer gesamt: 25.373 €). Die Frauenquote beträgt 55 %. Die Gender-Einkommenschere ist fast ebenso stark wie bei den Arbeitern, männliche Angestellte verdienen etwa 42.010 €, weibliche 21.190 €, also nur die Hälfte (durchschnittliche Einkommensdifferenz 2012: 49,6 % bezogen auf die Männer). Das heißt, männliche Angestellte sind deutlich Gutverdiener, weibliche verdienen deutlich noch unter dem Gesamtdurchschnitt.

### Schweiz
In der Schweiz entstand im Jahre 1901 durch einige kaufmännische Angestellte des A. C. V. ein „Verein des Bureaupersonals“, dem sich nachträglich der größte Teil der technischen Angestellten anschloss. Auf Anregung des Arbeitervereins A. C. V. Basel erfolgte am 14. Mai 1905 in Biel die Gründung eines Verbandes schweizerischer Genossenschaftsangestellter, dem sich die Personalorganisationen der Konsumvereine von Luzern, Bern, Biel, Winterthur, Basel, Schaffhausen und Zürich anschlossen.
Seit 1923 besteht für Angestellte der Angestelltenverband Angestellte Schweiz. Die schweizerischen Angestellten blieben nach dem Ersten Weltkrieg trotz hoher Arbeitslosigkeit ihrem kleinbürgerlichen Milieu treu. Anders als in Deutschland gab es in der Schweiz eine große Stabilität der Einkommensrelation zwischen Angestellten und Arbeitern.

### Luxemburg
In Luxemburg, wo noch der Begriff „Privatbeamter“ gebräuchlich gewesen ist, wurde die Unterscheidung zwischen Arbeitern und Angestellten (französisch employés privés) zum 1. Januar 2009 durch das Inkrafttreten des Einheitsstatuts (französisch statut unique) aufgehoben.